# Course à étapes
 (août 2024).
Une course à étapes ou course par étapes est une course cycliste qui se déroule sur plusieurs jours, par opposition aux classiques aussi dénommées courses d'un jour. Les courses à étapes les plus populaires sont le Tour de France (aussi appelé la grande boucle), le Tour d'Italie (le Giro) et le Tour d'Espagne (la Vuelta). Les plus longues courses à étapes commencent parfois par un prologue (une course contre-la-montre de quelques kilomètres), afin de classer les coureurs. Plusieurs étapes en ligne se déroulent ensuite.
Pour espérer remporter le classement général d'une course par étape, un coureur doit posséder de bonnes qualités de récupération et se révéler complet, puisqu'il est amené à s'employer sur le contre-la-montre, dans des plaines comme sur des terrains vallonnés ou montagneux, ainsi que dans les descentes. Certains coureurs ne disposant pas de l'ensemble de ces qualités, ils sont alors amenés à délaisser la victoire au général au profit des victoires d'étapes ou des classements annexes comme le classement par points ou le Grand Prix de la montagne.

## Les différents classements
- Chaque jour est prononcé un classement général à l'aide des temps cumulés à chaque étape par les coureurs. Le coureur qui réalise le temps le plus petit est premier du classement général. Le premier du classement général a un maillot distinctif des autres coureurs, le maillot jaune sur le Tour de France, le maillot rouge sur le Tour d'Espagne (depuis 2010) ou le maillot rose au Tour d'Italie.

- Lors de chaque étape il se déroule des sprints intermédiaires qui attribuent des points aux trois premiers, celui qui totalise le plus de points remporte le classement du meilleur sprinteur.

- Les différents cols et points élevés où passent les coureurs sont classés dans différentes catégories qui attribuent des points aux premiers coureurs. Le meilleur grimpeur porte le maillot blanc à pois rouges sur le Tour de France, bleu sur le Tour d'Italie.

- En général, un classement par point est aussi effectué, celui-ci est attribué en fonction du classement de chaque étape de la course. De même, des sprints de bonification peuvent avoir lieu à certains endroits de la course, qui attribuent quelques points supplémentaires. Ainsi, sur le Tour de France, le leader du classement par point porte un maillot distinctif de couleur verte.

- Il existe d'autres classements tels que le classement du meilleur jeune, le classement par équipes ou le prix de la combativité.

## Les principales épreuves
articles principaux: Grand tour (cyclisme) et Tours moindres.

### Courses à étapes françaises
- Tour de France
- Paris-Nice
- Critérium du Dauphiné
- Quatre Jours de Dunkerque
- Tour méditerranéen
- Tour de Picardie
- Tour du Poitou-Charentes
- Circuit franco-belge
- Critérium international
- Route du Sud
- Tour de La Provence

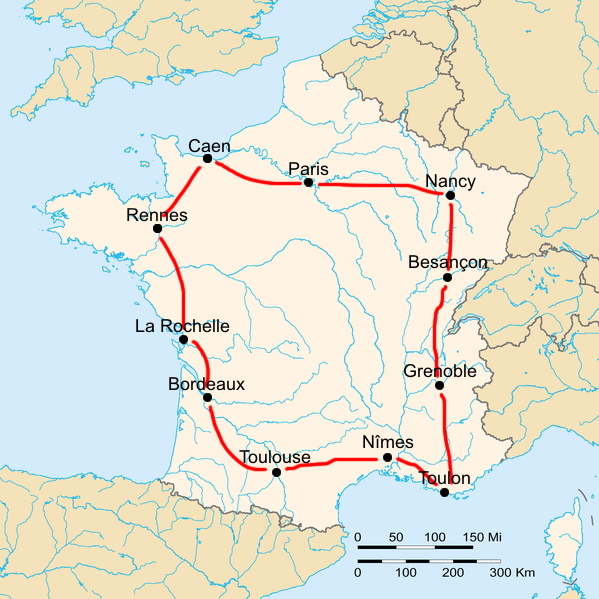
Carte du tracé des étapes du Tour de France 1905.

- Tour du Limousin-Nouvelle-Aquitaine

### Courses à étapes italiennes
- Tour d'Italie
- Tirreno-Adriatico
- Tour du Trentin
- Semaine internationale Coppi et Bartali
- Tour de Sicile

### Courses à étapes espagnoles

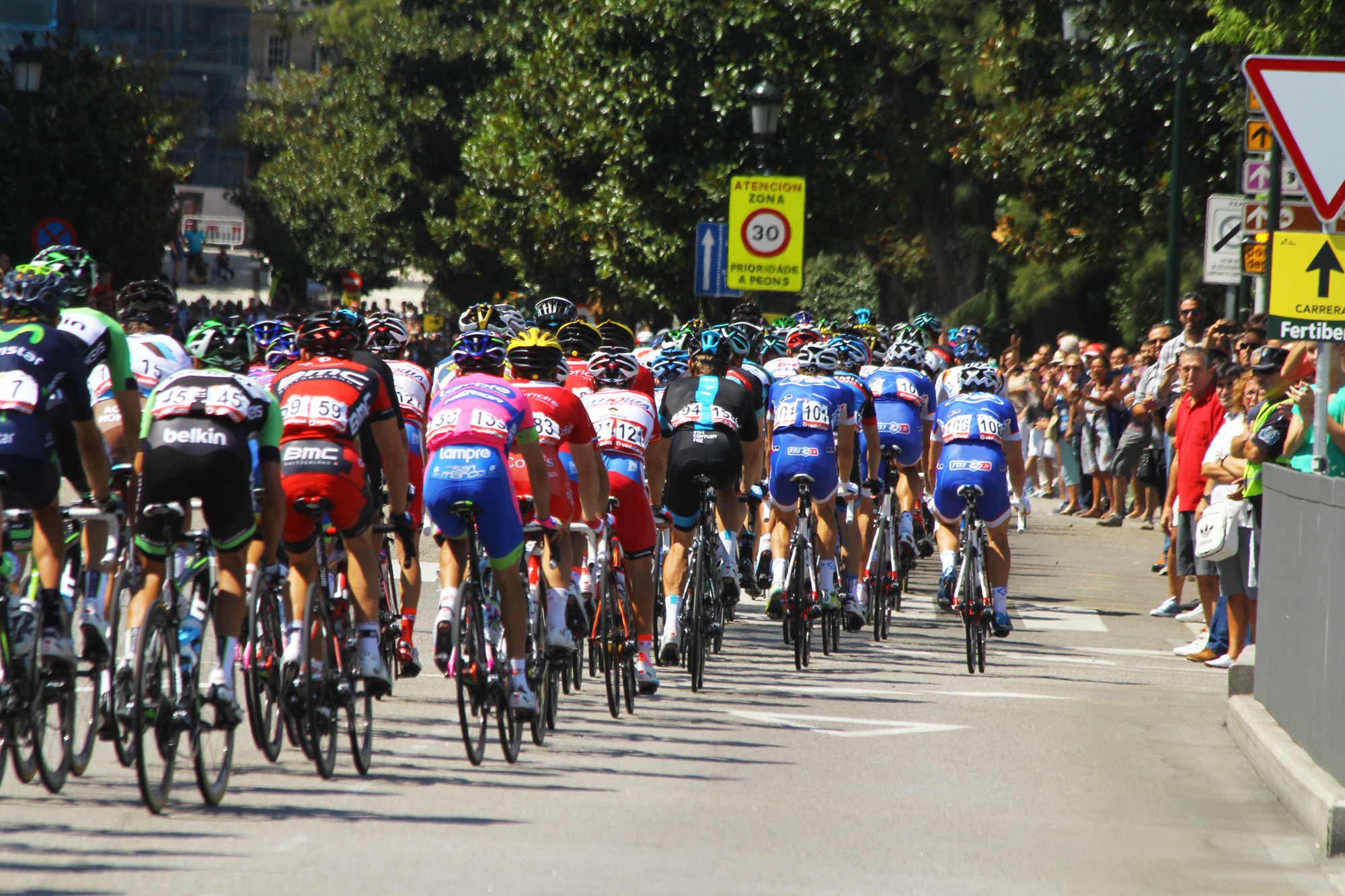
Le peloton sur les routes de la Vuelta en 2013.

- Tour d'Espagne
- Tour du Pays basque
- Tour de Catalogne
- Semaine catalane
- Tour d'Andalousie
- Tour de la Communauté valencienne
- Tour d'Aragon
- Tour de Burgos

### Autres courses à étapes

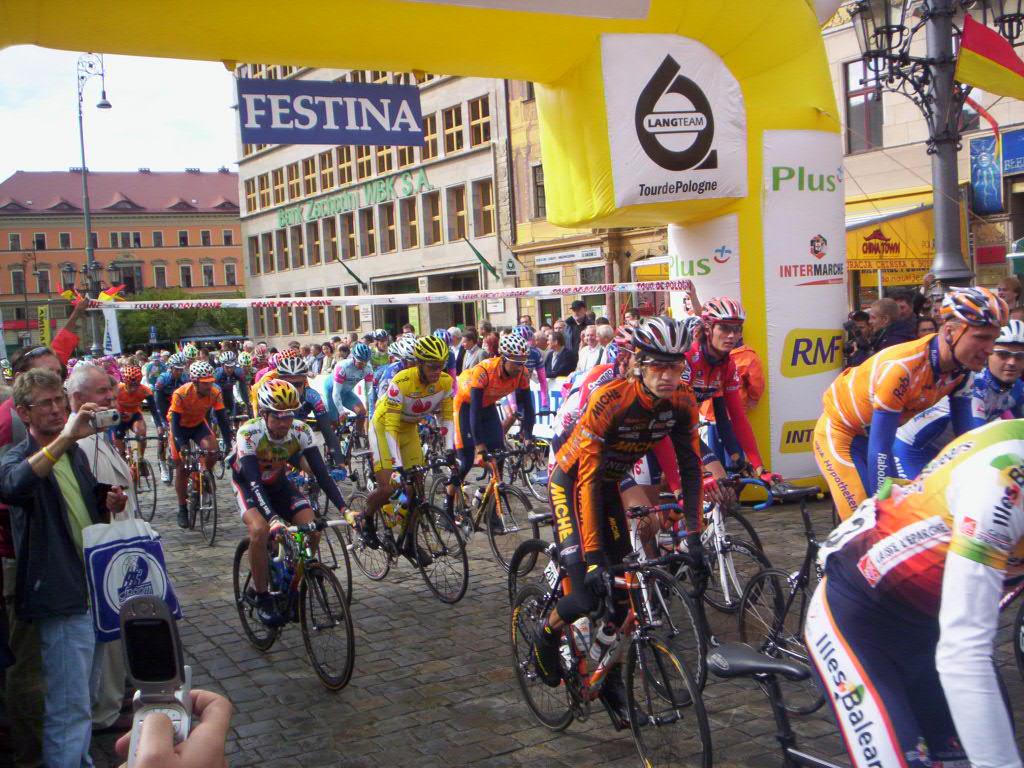
Départ d'étape sur le Tour de Pologne 2005.

#### Europe
- Tour de Pologne
- Tour de Romandie
- Tour de Suisse
- Benelux Tour → Renewi Tour
- ZLM Tour
- Tour de Belgique
- Tour de Luxembourg
- Tour d'Allemagne
- Tour d'Autriche
- Tour de Hongrie
- Arctic Race of Norway
- Tour de Norvège
- Tour du Danemark
- Tour de Slovénie
- Tour du Portugal
- Tour de Wallonie

#### Océanie
- Tour Down Under

#### Amérique
- Tour de Colombie
- Tour de l'Abitibi

#### Asie
- Tour des Émirats arabes unis
- Tour de Langkawi
- Tour de Turquie
- Tour de Hainan
- Tour du lac Qinghai
- Tour du lac Taihu
- Tour du Guangxi
- Tour d'Arabie saoudite

#### Afrique
- Tour du Rwanda

### Anciennes courses à étapes
- Tour de Californie (→ 2019)
- Trois Jours de Flandre-Occidentale (→ 2016)
- Trois Jours de La Panne (→ 2017)
- Herald Sun Tour (→ 2020)